# Domitille Vigneron
Domitille Vigneron, née en 1975, est une vièliste, violoniste et chanteuse française spécialisée dans les musiques anciennes.

## Biographie
Domitille Vigneron effectue sa formation musicale au Conservatoire à rayonnement régional de Douai dans les disciplines de violon, flûte à bec, écriture puis au Conservatoire national supérieur de musique et de danse de Paris dans les classes d'écriture. Elle est titulaire du diplôme d'État d'enseignement de la musique ancienne (violon baroque).
Elle est interprète de musique médiévale spécialisée dans la lyrique des trobairitz et troubadours occitans des XIIe et XIIIe siècles.
Elle est cofondatrice avec Thierry Cornillon de trois projets : Flor Enversa (centré sur l'art des troubadours) depuis 2006, Sirigauda (musique traditionnelle) depuis 2016 et Blancaflor (musique de la Renaissance) depuis 2015.
Elle est également musicienne chercheuse en archéo-lutherie.
Elle a notamment participé aux Actes du Colloque d'avril 2004 sur le thème de l'instrumentarium de la cathédrale de Chartres.
Elle fabrique les instruments de musique médiévaux et traditionnels à archet (vièle, lira da braccio, violon baroque, rebec, etc.) qu'elle joue lors de ses concerts en soliste ou dans des ensembles de musique ancienne (Perceval, Diabolus in musica, La Grande Écurie et la Chambre du Roy, La Simphonie du Marais…). Elle participe notamment au festival Trobarea organisé par Thierry Cornillon.

## Discographie
Avec le Troubadours Art Ensemble : 
- Guiraut Riquier, Sandra Hurtado (chant), Isabelle Bonnadier (chant), Gérard Zuchetto (chant), Denyse Dowling (flûtes), Guy Robert (oud, guitare sarrazine, saz, luth), Maurice Moncozet (flûtes, chalemie, ney), Domitille Vigneron (vièle à archet), Christophe Deslignes (organetto), Thierry Gomar (percussions) - Gérard Zuchetto, direction (novembre 2001, Tròba Vox TR 004) (Fiche sur medieval.org)
- Flamenca ! L'ardente flamme d'amour - Sandra Hurtado-Ròs (voix), Gérard Zuchetto (voix), Véronique Condesse (harpe), Denyse Dowling (flûtes, bombarde, chalémie), Domitille Vigneron (vièle à archet), Guy Robert (oud, lute, guitare sarrazine, harpe), Patrice Villaumé (vielle à roue ténor, tympanon), Maurice Moncozet (flûtes, chalémie, naï, suling), Mick Rochard (guiterne, saz, oud, vièle, tenor, cornemuse), Christophe Deslignes (organetto), Thierry Gomar (percussions, vibraphone) - Gérard Zuchetto, direction (mai 2002, Tròba Vox TR 006)  (Fiche sur medieval.org)
- Anthologie chantée des troubadours XIIe et XIIIe siècles - Sandra Hurtado-Ròs (voix) ; Troubadours Art Ensemble : Véronique Condesse (harpe), Denyse Dowling (flûtes, bombarde), Domitille Vigneron (vièle à archet, flûte), Guy Robert (oud, harpe, guiterne), Patrice Villaumé (vielle à roue ténor, tympanon), Maurice Moncozet (flûtes, ney, suling), Mick Rochard (guiterne, saz, oud, vièle, cornemuse), Christophe Deslignes (organetto), Thierry Gomar (zarb) et Gérard Zuchetto, direction (Tròba Vox TR 015) (Fiche sur medieval.org) et (Fiche sur medieval.org)

Avec Diabolus in Musica :
- Dufay, Mille Bonjours : Musique vocale  - Diabolus in Musica : Aïno Lund-Lavoipierre, soprano ; Frédéric Betous, Andrès Rojas-Urrego, alto ; Raphaël Boulay, ténor ; Julien Ferrando, clavicytherium ; Antoine Guerber, guiterne ; Evelyne Moser, Domitille Vigneron, vièle à archet ; et Antoine Guerber, direction (13-16 octobre 2007, Alpha 116) (OCLC 937893067) (Fiche sur medieval.org)[9]
- Flor Nouvele, Femmes Troubadours - Chants d'Amour - Domitille Vigneron, voix, vièle à archet, flûte à bec, tambourin ; Evelyne Moser, voix, vièle à archet, harpe, gong, clochettes (2005, Tròba Vox TR 013)  (Fiche sur medieval.org)

Au sein de Flor-Enversa : 
- Raimbaut de Vaqueiras, Savis e fols - Flor Enversa : Thierry Cornillon, Domitille Vigneron (viele), Thierry Cornillon (voice), Olivier Féraud (romanic lute, psaltery, viele) ; Domitille Vigneron, Olivier Féraud (2007, Le Son des choses) (OCLC 758620754), (Fiche sur medieval.org)
- Blacatz de Proensa, Lo gran guerrier, chansons - Thierry Cornillon (voix, narration, flûte, guimbarde), Domitille Vigneron (voix, vièles), Olivier Féraud (luth, vièles, gitterne)  (juillet/octobre 2012, Enversa) (OCLC 864679612), (Fiche sur medieval.org)
- Peirol et de Na de Casteldoza, Senher Dalfin, chansons - Thierry Cornillon, voix, fifre, guimbarde, tambourin à corde ; Domitille Vigneron, voix, vièles à archet ; Olivier Féraud, vièles à archet, kitara romane, psaltérion, kaval) (juin 2009, 2 CD Enversa) (OCLC 1131544381), (Fiche sur medieval.org)
- L'Art des Troubadours provençaux XIIe et XIIIe siècles -  (1-5 mai 2017, 2 CD Enversa 777/5/2) (Fiche sur medieval.org)